# 紫照镇
紫照乡，是中华人民共和国重庆市梁平区下辖的一个乡镇级行政单位。

## 行政区划
紫照乡下辖以下地区：
桂香村、青峰村、先进村和大丘村。